# Delphinium subspathulatum
Delphinium subspathulatum är en ranunkelväxtart som beskrevs av Wen Tsai Wang. Delphinium subspathulatum ingår i släktet storriddarsporrar, och familjen ranunkelväxter. Inga underarter finns listade i Catalogue of Life.